# Everhard Brune
Everhard Brune (* im 13. oder 14. Jahrhundert; † 1343) war Domherr in Münster und bischöflicher Offizial.

## Leben
Everhard Brune entstammte dem münsterischen Erbmännergeschlecht Brune und war der Sohn des Johann Brune und dessen Gemahlin Walburgis de Puteo, Tochter des Ahlener Bürgermeisters Everhard de Puteo. Am 13. April 1324 findet er als Kanoniker zu St. Martini in Münster urkundliche Erwähnung. 1329 wurde er Dechant zu St. Martini und blieb bis zu seinem Tode in diesem Amt. 
Von 1329 bis 1338 bekleidete er das Amt des bischöflichen Offizials.
1339 tauschte Everhard das Archidiakonat Warendorf gegen das münsterische Kanonikat des Domherrn Robinus von Sayn, ohne die vorherige Zustimmung des Domkapitels einzuholen. Dies führte zu einem Streit zwischen Bischof Ludwig und dem Domkapitel, der vor der Kurie endete. Diese entschied sich wieder einmal gegen den Fürstbischof. Everhard war bereits verstorben, als diese Entscheidung getroffen wurde.
Nur wenigen Angehörigen dieses Standes (so auch Johannes von Warendorf und Bernhard Travelmann) ist es zu dieser Zeit gelungen, Aufnahme in das Domkapitel zu finden.
Ab 1392 war dies vorübergehend ausgeschlossen, denn das Domkapitel gab sich ein Statut, nach dem nur Personen adliger Abstammung diese Ämter besetzen durften. Diese Regelung führte zum sog. Erbmännerstreit. 1557 versuchte Johann Schenckinck, diese Sperre zu durchbrechen. Mit diesem Streit, bei dem sich Johann Ludwig von Kerckerinck eifrig für die Interessen der Erbmänner einsetzte, beschäftigte sich das Reichskammergericht über lange Zeit und stellte 1685 in einem Urteil die Ritterbürtigkeit der Erbmänner fest. Domkapitel und Ritterschaft wehrten sich dagegen und legten Revision ein. 1709 bestätigte Kaiser Joseph I. dieses Urteil. Das Domkapitel widersetzte sich weiterhin und erst nach einer Strafandrohung durch Kaiser Karl VI. wurde der Widerstand aufgegeben.